# 2159 Kukkamäki
2159 Kukkamäki è un asteroide della fascia principale. Scoperto nel 1941, presenta un'orbita caratterizzata da un semiasse maggiore pari a 2,4827265 UA e da un'eccentricità di 0,0394859, inclinata di 3,26762° rispetto all'eclittica.
Dal 1º novembre al 1º dicembre 1979, quando 2187 La Silla ricevette la denominazione ufficiale, è stato l'asteroide denominato con il più alto numero ordinale. Prima della sua denominazione, il primato era di 2148 Epeios.
L'asteroide è dedicato al geodeta finlandese Tauno Kukkamäki.